# 安宅温
安宅 温（あたか はる、女性、1936年 - ）は、日本のノンフィクション作家。

## 略歴
1936年に東京都で生まれる。帝塚山学院短期大学文学部文芸科を卒業後、視覚障害者の読書ボランティアを経て、カセットブック『声の本』の制作・発行を行う。共同通信社からの配信により、エッセイ「老人ホームに住んで」を連載執筆する。毎日新聞にもエッセイを連載。香川県下のケアハウスに在住。日本ペンクラブ会員。
夫の義父（母親の再婚相手）タデウス・ヘルトレ（Thaddaeus Haertle、1888年-1968年）は、ポーランド人で第一次世界大戦中にドイツ軍捕虜として板東ドイツ俘虜収容所に収容されていた経歴を持つ。ヘルトレの過去を調べ、当時のポーランドとドイツの関係も記した『父の過去を旅して 板東ドイツ俘虜収容所物語』（ポプラ社）を1997年に上梓している。
2009年には、ハンセン病を患い隔離の島で暮らす詩人塔和子の評伝『命いとおし 詩人・塔和子の半生 隔離の島から届く魂の詩』（ミネルヴァ書房）を上梓。梯久美子は「もう一歩突っ込んで取材してほしかったと思う部分もある」としながら、書き手の謙虚な姿勢を評し「一筋縄ではいかない老詩人の姿を際立たせている」と読売新聞の書評に記している。

## 著書
- 『父の過去を旅して 板東ドイツ俘虜収容所物語』ポプラ社いきいきノンフィクション 1997
- 『住んでみた老人ホーム 上手な選び方暮らし方』(OP叢書)ミネルヴァ書房 1998
- 『走れ介護タクシー 利用者の視点で移送介護を考える』(Minerva21世紀福祉ライブラリー ミネルヴァ書房 2001
- 『使ってみた介護保険 利用のための知恵袋』(Minerva21世紀福祉ライブラリー ミネルヴァ書房 2001
- 『広がれ介護タクシー 介護移送が拓くバリアフリー社会への道』(Minerva21世紀福祉ライブラリー ミネルヴァ書房 2004
- 『ひびけ青空へ!歓喜の歌 板東ドイツ俘虜収容所物語』(ポプラポケット文庫 ポプラ社 2006
- 『命いとおし 詩人・塔和子の半生 隔離の島から届く魂の詩』ミネルヴァ書房 2009